# Molophilus diacaenus
Molophilus diacaenus är en tvåvingeart som beskrevs av Alexander 1976. Molophilus diacaenus ingår i släktet Molophilus och familjen småharkrankar.
Artens utbredningsområde är Ecuador. Inga underarter finns listade i Catalogue of Life.